# 広島駅のバスのりば
広島駅のバスのりば（ひろしまえきのばすのりば）では、広島市南区に所在する広島駅周辺から発着するバスと乗り場について述べる。

## 概要
広島駅のバスターミナルは主に南口発着と新幹線口発着に分けられる。高速バスと広島空港行『エアポートリムジン』は主に新幹線口から、路線バスは主に南口からと分けられている。広島駅が終点の路線バスの降車場は福屋広島駅前店の裏に位置する。南口の新駅ビル1階部分にバスターミナルを備えており、広島駅から西へ約2キロの紙屋町エリアにある広島バスセンター と並んで広島のバス発着の拠点となっている。
広島駅は新幹線口の再開発に続き、南口の新駅ビル開発、広島電鉄駅前大橋線整備、ペデストリアンデッキ新設など大掛かりな改良工事中である。それに伴い南口のバス停位置も変更された。

## 高速バスのりば

### 新幹線口発着
広島県新幹線口からは遠距離高速バスと三次・庄原方面行き・広島空港行きが発着する。
3番乗り場
- 三次・庄原・東城駅行『広島 - 三次 - 庄原 - 東城線』（広島電鉄、備北交通） - 一部の便が発着　2020年5月11日から変更。
- 松江駅・松江しんじ湖温泉行『グランドアロー号』（広島電鉄、一畑バス）
- 米子駅行『メリーバード号 (広島 - 米子線)』（広島電鉄、日ノ丸自動車、日本交通）
- 出雲市駅行『みこと号』（JRバス中国、一畑バス）
- 大田市駅行『石見銀山号』（石見交通、イワミツアー）
- 大朝・浜田駅行『いさりび号』（JRバス中国、石見交通）
- 六日市・益田駅行『広益線（清流ライン高津川号）』（石見交通）
- 戸河内・益田駅行『新広益線』（石見交通） - 2024年6月16日から全便運休

4番乗り場
- 横浜駅（YCAT）・東京駅行『青春ドリーム岡山・広島号』（JRバス中国）
- 東京駅行『グランドリームエクスプレス広島号』（JRバス中国）
- 名古屋駅行『広島ドリーム名古屋号（旧セレナーデ号）』（JRバス中国、JR東海バス）
- 大阪駅行『広島エクスプレス大阪号（昼行）/広島ドリーム大阪号（夜行）』（JRバス中国）
- 高松駅行『瀬戸内エクスプレス・高松エクスプレス広島号』（JRバス中国、JR四国バス）
- 徳島行「あわひろしま号」（広交観光、徳島バス）
- 高知行「土佐エクスプレス」（広交観光、とさでん交通）
- 今治行「しまなみライナー」（広交観光、瀬戸内しまなみリーディング・瀬戸内運輸）
- 博多バスターミナル行『広福ライナー（昼行）/広島ドリーム博多号（夜行）』（JRバス中国、JR九州バス、広交観光）

5番乗り場
- 広島空港行『AIRPORT LIMOUSINE』（広島電鉄、広島バス、広島交通、芸陽バス、JRバス中国）

6番乗り場
- 広島空港発『AIRPORT LIMOUSINE』（広島電鉄、広島バス、広島交通、芸陽バス、JRバス中国）

#### バスステーション広島駅北口
広島駅から二葉通りを挟んで北側のGRANODE広島（グラノード広島、広島市東区二葉の里3丁目）1階。2019年4月11日から運用を開始したWILLER EXPRESS運営のバスステーションで、同日より『WILLER EXPRESS』運行便は全てここに発着場が移動した。
- 佐賀・博多バスターミナル・小倉駅新幹線口（祐徳自動車）
- 神戸三宮・WILLERバスターミナル大阪梅田・京都駅行（日本高速バス・WILLER EXPRESS広島営業所）
- バスタ新宿・東京ディズニーランド行（WILLER EXPRESS広島営業所）
- 東京駅（鍛冶橋駐車場）・千葉駅行『かごたびライナー』（武井観光）

### 南口発着
広島駅南口からは主に竹原行き高速バス及び高速ツアーバスから乗合移行した遠距離高速バスが発着する。
23番乗り場（広島東郵便局前）
- 竹原駅・忠海駅行『かぐや姫号』（芸陽バス）[4]

到着便のみ
- 福山駅発『ローズライナー』（広交観光、中国バス、トモテツバス） - 福山発の一部の便が到着、広島発は広島駅を経由せず

三次・庄原・東城行（広島電鉄、備北交通）は2020年5月11日から新幹線口3番ホーム発着に変更された。

#### 広島駅南口バス停
城北通り沿い、セブン-イレブン広島松原町店前。ツアーバスから転換した事業者が発着する。待合施設はない。
- バスタ新宿（新宿駅）・東京駅（バスターミナル東京八重洲）行『オリオンバス』（オー・ティー・ビー）
- バスタ新宿（新宿駅）・秋葉原駅行『JAMJAMライナー』（ジャムジャムエクスプレス）
- 名古屋駅行 / 小倉・博多行『ロイヤルエクスプレス』（HEARTSモビリティ）
- 神戸・大阪・京都行 / 小倉・博多行『HEARTSエクスプレス』（HEARTSモビリティ） - 運休中

## 路線バスのりば

### 南口のりば
駅舎の南側に3面15バースのバスホーム（旧A-Cホーム/1-15番乗り場）を有していたが、広島駅ビル全面改築の進捗に併せて、2024年6月2日から従来のバスホームを全面廃止し、広島駅新駅ビルの1階に9バースのバスのりばが暫定供用開始され、一部の路線はエディオン蔦屋家電前（16番）と広島JPビルディング前（23番）からの発着に変更された。なお、最終的には4面22バースとなり、広島バスセンターを上回る規模のバスターミナルとなる予定。
1番乗り場 エキまちループ（広電バス・広島バス）
- エキまちループ＜左回り：紙屋町先回り＞（101号線）
- エキまちループ＜右回り：平塚町先回り＞（102号線）

2番乗り場（広電バス）
- 3号線：観音新町三丁目・マリーナホップ行き

3番乗り場（広島バス）
- 宇品線（21号線）：ベイシティ宇品経由/御幸通り経由 広島港・グランドプリンスホテル行き
- 草津線（25号線）：原爆ドーム・十日市経由/本通り・平和公園経由 井口・商工センター行き

4番乗り場 まちのわループ（広電バス・広島バス・広島交通）
- 302号線：まちのわループ＜右回り：段原中央先回り＞
- 322号線：段原中央経由 大学病院行き
- 332号線：旭町循環線 旭町
- 342号線：県病院循環線 県病院前
- 312号線：広島みなと新線 宇品東経由 広島港行き

5番乗り場（広電バス・広島バス）
- エキまちループ＜市役所行き＞（103号線）平日朝ラッシュのみ

6番乗り場（広島バス）
- 吉島線（24号線）：吉島病院・吉島営業所行き
- 東西線（50号線）：平塚町経由 アルパーク行き

7番乗り場（広電バス・広島交通・JRバス中国）
- 高陽・深川線（30号線）：高陽C団地・高陽A団地・深川台行き
- 毘沙門台・サンハイツ線（70号線）：びしゃもん台・サンハイツ行き
- 桐陽台／大林線（72号線）：南原・桐陽台・大林車庫行き
- 勝木線（73号線）：虹山県住・勝木・勝木台・大畑行き
- 南原研修センター線（74号線）：南原研修センター行き
- 深夜バス 八丁堀・紙屋町・横川駅前・中緑井経由 可部・勝木台行き / 可部・桐陽台行き / 七軒茶屋行き
- 深夜バス 八丁堀・広島バスセンター・新白島駅経由 高陽A団地行き

8番乗り場（広島交通）
- 平原線・春日野／山本／広島経済大学線／川内線（71号線）：広島文化学園大学・短期大学・祇園が丘・山本東亜ハイツ・山本・春日野・広島経済大学・川内・安佐大橋行き
- 横川線（22号線）：三滝観音行き
- 深夜バス 八丁堀・紙屋町・横川駅前・山本小学校前経由 春日野行き

9番乗り場（広電バス）
- 4号線：仁保南経由/柞木経由 仁保車庫前行き

16番乗り場 （エディオン蔦屋家電前 エキシティヒロシマ前）（広電バス・芸陽バス）
- 2号線：府中永田・府中山田・府中ニュータウン・温品四丁目行き
- 三迫線／南幸線／瀬野 - 広島線／西条 - 広島／阿戸線（40号線）：海田南幸町・三迫・国信橋・中野東七丁目・一貫田・阿戸・西条駅・熊野萩原行き

17番乗り場（ビックカメラ前 ビッグフロント広島前）（広電バス・広島バス・芸陽バス）
- 2号線：県庁・市役所前行き
- 21号線：紙屋町（県庁前）・エディオンピースウイング広島行き
- 29号線：広島バスセンター行き
- 40号線：広島バスセンター行き

20番乗り場（福屋前 エールエールA館前）（広島バス・広島交通・JRバス中国）
- 中山線（27号線）：戸坂東浄団地行き
- 深川線（29号線）：大内越峠経由/曙町経由 大河原車庫行き
- 32号線：にぎつ経由 高陽・深川・桐陽台・大林車庫・上深川（研創）行き

21番乗り場（広島JPビル郵便局向）（広島バス）
- 旭町線（26号線）：旭町行き

23番乗り場（広島JPビル郵便局前）（広島バス・芸陽バス）
- 宇品線（21号線）：向洋大原・洋光台団地行き
- 27号線：紙屋町行き
- 29号線：広島バスセンター行き
- 32H号線：広島バスセンター行き
- 高速バス かぐや姫号 竹原行き

広島駅前バス停（駅前大橋南・ホテルセンチュリー21広島前）（広電バス）
- 4号線：県庁行き

バス降り場（エールエールA館裏）
- 広島駅終点便の殆どが利用

### 新幹線口乗り場
1番乗り場（構内）（広島電鉄・広島バス・広島交通）
- 301号線 まちのわループ（左回り：八丁堀先回り）
- 5号線：牛田早稲田・曙営業所行き
- 深川線（29号線）：広島バスセンター行き

2番乗り場（構内）（JRバス中国）
- ひろしま観光ループバス「ひろしま めいぷる〜ぷ」（オレンジルート・グリーンルート・レモンルート）

27番乗り場（シェラトンホテル広島前）（広島電鉄・広島バス）
- 5号線：牛田早稲田・曙営業所行き
- 中山線（27号線）：紙屋町行き
- 深川線（29号線）：広島バスセンター行き
- イオンモール広島府中行きシャトルバス
- ジ・アウトレット広島行き広域公園駅停車のシャトルバス(一部曜日のみ)

28番乗り場（グランアークテラス前）（広島電鉄・広島バス）
- 5-1号線：曙営業所行き
- 中山線（27号線）：戸坂東浄団地行き
- 深川線（29号線）：大内越峠 / 曙町経由 小河原車庫行き

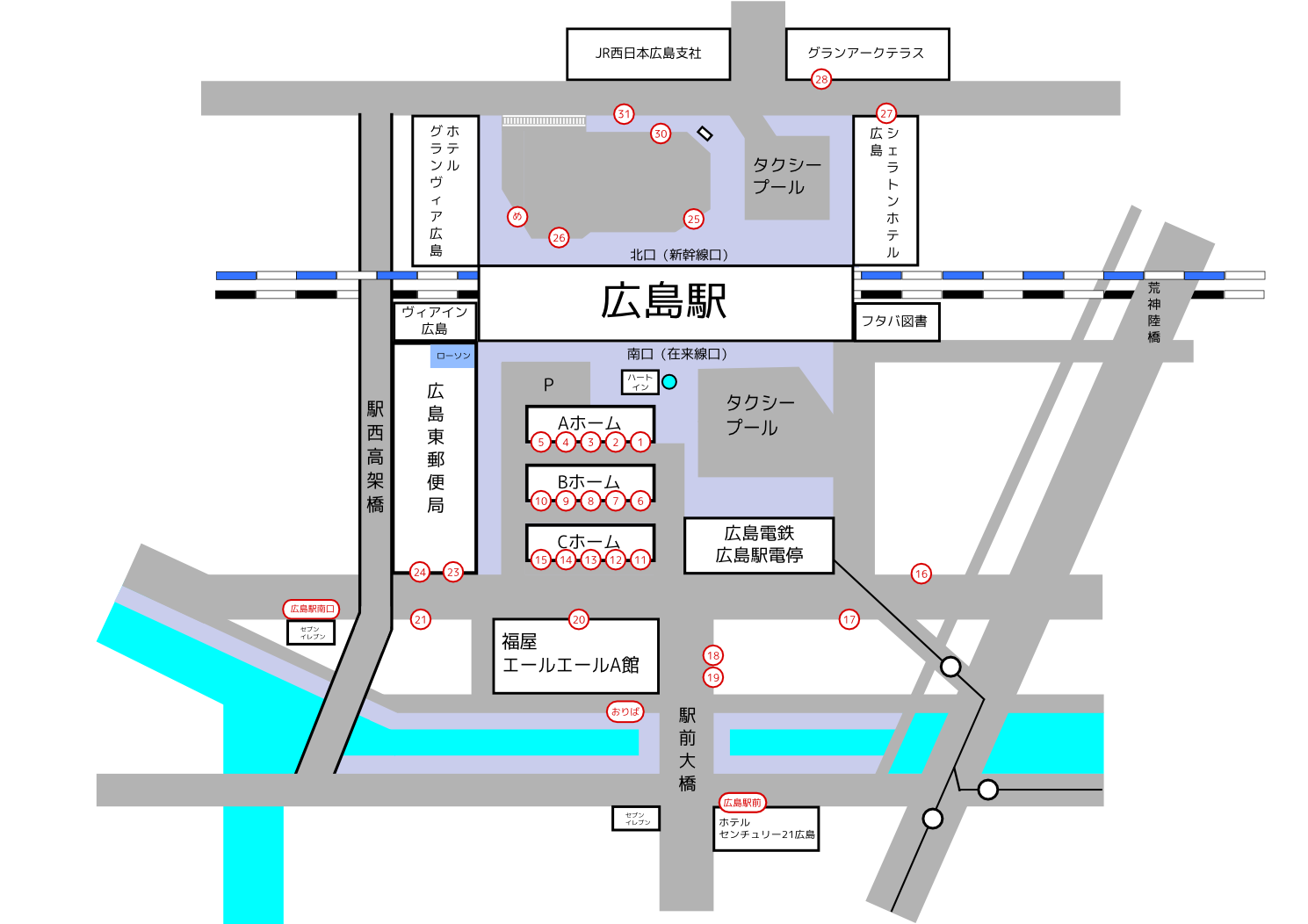
2015年時点の略図（旧1-15番乗り場など）

- ジ・アウトレット広島発の降り場